# 沙勒维尔-梅济耶尔站
沙勒维尔-梅济耶尔站是法国的一个铁路车站，位于法國东北部城市，阿登省省会沙勒维尔-梅济耶尔。

## 位置
沙勒维尔-梅济耶尔站位于法国东北，沙勒维尔-梅济耶尔市区的东部。车站开口朝西，站前有一片很大的花园。

## 站名

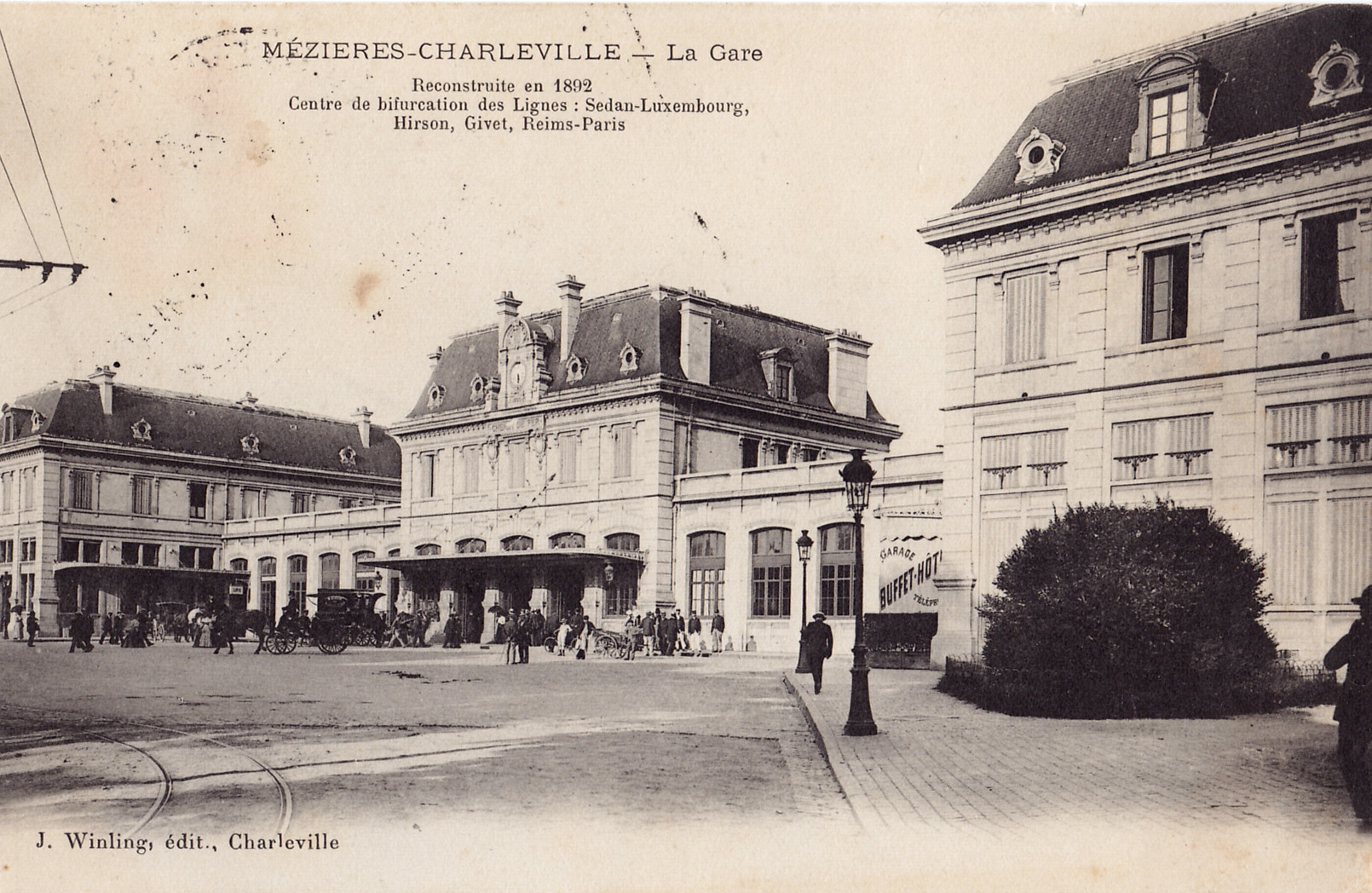
1900年的沙勒维尔-梅济耶尔站（当时还叫沙勒维尔站）

沙勒维尔-梅济耶尔站原名沙勒维尔站，1966年随着沙勒维尔和梅济耶尔两个市镇的合并而更名。由于“沙勒维尔-梅济耶尔站”一名较长，在部分中文文献中，该站又被翻译成“沙勒维尔站”或“沙梅站”。

## 车站历史
沙勒维尔-梅济耶尔站建于19世纪中期，最初仅为兰斯—沙勒维尔铁路的终点站，后随着铁路的不断修建，沙勒维尔-梅济耶尔站逐渐发展成为了一个区域性的铁路枢纽。

## 停靠线路
以下列车线路在沙勒维尔-梅济耶尔站停靠。
| 沙勒维尔-梅济耶尔站（沙梅站）列车线路表 |      |                                  |                                   |              |
| 线路                                    | 车种 | 上一站                           | 下一站                            | 大致运行频率 |
| 巴黎—沙梅/色当                          | TGV  | 勒泰勒                           | （终点）/色当                     | 每天2趟左右  |
| 沙梅—蒂永维尔                           | TER  | （起点）                         | 莫翁/色当                         | 每天1~2趟    |
| 香槟-阿登TGV—沙梅/色当                  | TER  | 勒泰勒/普瓦泰龙/莫翁             | （终点）/莫翁/默兹河畔努维永/色当 | 每天7趟左右  |
| 兰斯—沙梅/色当                          | TER  | 勒泰勒/阿马涅-吕基/普瓦泰龙/莫翁 | （终点）/莫翁/默兹河畔努维永/色当 | 每天7趟左右  |
| 伊尔松—沙梅                             | TER  | 伊尔松                           | （终点）                          | 每天4趟左右  |
| 里尔—沙梅                               | TER  | 伊尔松/利亚尔                    | （终点）                          | 每周1~3趟    |
| 沙梅—日韦                               | TER  | （终点）                         | 努宗维尔                          | 每天7~14趟   |
| 1. 2.                                   |      |                                  |                                   |              |

## 大巴车
沙勒维尔-梅济耶尔站对应的大巴车上下车地点就位于车站前的广场上。
| 停靠沙勒维尔-梅济耶尔站的大巴车 |                     |                                                                    |
| 上下车地点                      | 运营单位            | 主要目的地                                                         |
| 沙梅站门口                      | Flixbus             | 巴黎                                                               |
| 沙梅站门口                      | 阿登省城际客运 RDTA | 锡尼拉拜、小锡尼、旺斯河畔洛努瓦、罗克鲁瓦、勒万、斯特奈           |
| 沙梅站门口                      | SNCF                | 当某条铁路线施工或罢工时，SNCF可能会提供途径该线路沿途站点的大巴车 |
| 1. 2. 3.                        |                     |                                                                    |

## 市内交通
| 沙勒维尔-梅济耶尔站附近的市内公共交通线路 |                                  |                                                           |
| 公交车站名称                              | 位置                             | 停靠线路                                                  |
| Gare Centrale                             | 车站正前方（对应多个不同的站台） | 1路、2路、3路、4路、5路、7路、8路、10路、14路、16路和17路 |
| 1.                                        |                                  |                                                           |

## 临近车站
| 沙勒维尔-梅济耶尔站（Gare de Charleville-Mézières） |                    |                |
| 上行车站                                            | 线路               | 下行车站       |
| 普瓦泰隆站←莫翁站⇐                                  | 苏瓦松－日韦铁路   | →努宗维尔站    |
| 利亚尔站←                                           | 里尔－蒂永维尔铁路 | ⇒莫翁站→吕姆站 |
| - "⇐"或"⇒"为共线路段，本表仅显示运营中的线路及车站  |                    |                |